# Burgruine Blumenegg
Die Burgruine Blumenegg ist die Ruine einer Spornburg in der Gemeinde Thüringerberg in Vorarlberg und etwa 1.000 Meter ostnordöstlich des Ortes Thüringen.

## Geschichte
Die Burg wurde im Jahre 1258 auf einem Bergsporn zwischen das Schloßtobel und die Lutz gebaut. Als Sitz der Herrschaft Blumenegg lag sie mittig in einem ehemaligen Herrschaftsbereich der Grafschaft Montfort. 1288 wurde die Burg durch den Bischof Friedrich von Chur verwüstet. Die Burg ging  an den Grafen von Werdenberg, 1391 im Pfandrecht und 1416 regulär ins Eigentum des Freiherrn von Brandis. Sie wurde im Jahre 1404 oder 1405 im Verlauf der Appenzellerkriege zerstört und nach 1408 wieder aufgebaut. 1510 ging die Burg an die Grafen von Sulz, und 1613 an das Reichsstift Weingarten. Nach weiteren Umbauten wurde sie durch zwei Brände in den Jahren 1650 und 1774 zerstört und zur Ruine. 1842 ersteigerte die Familie Moosbrugger die Ruine. Sie ist auch heute noch in Privatbesitz.
Die gebogene fast rechteckige Anlage besteht noch mit Resten eines Bergfriedes, Palas, Kapelle, Ringmauern und Wirtschaftsgebäuden. Teile davon gehen noch auf das 13. Jahrhundert zurück.